# Hans Jacob Hansen
Pour les articles homonymes, voir Hansen.
Hans Jacob Hansen est un zoologiste danois, né le 10 août 1855 à Bellinge et mort le 26 juin 1936 à Gentofte.
Ce zoologiste étudie de nombreux groupes d’arthropodes. Il est un élève de Jørgen Matthias Christian Schiødte (1815-1884). Il étudie les crustacés obtenus lors de nombreuses expéditions scientifiques et participe à certaines d’entre elles.